# Vojna bolnica na Vračaru iz 19. veka
Vojna bolnica na Vračaru iz 19. veka bila je prva namenski građena ustanova izgrađena na mestu na kome se danas nalazi III beogradska gimnazija, na uglu ulica Njegoševe i Kralja Milutina, u koju se po njenoj izgradnji 1848 godine, preselila Centralna vojna bolnica na Paliluli.
Ona je istorijski gledano, bila prvi namenski građen soldačkih špitalja (vojna bolnica), počev od one u savamalskoj kasarni iz 1836. godine do današnje Vojnomedicinske akademije, koja je u kontinuitetu gledano nastala iz vojnih bolnica u Beogradu na šest lokacija, postepeno prerastajući od najrudimentarnijih oblika iz 19. veka, preko onih savremenijih u 20. veku, do današnje vrhunske zdravstvene, naučnoistraživačke i edukativne ustanove u Srbiji u 21. veku.

## Uslovi koji su prethodili osnivanju bolnice
U vreme vladavine kneza Aleksandra I Karađorđevića i Ustavobranitelja četrdesetih i pedesetih godina 19. veka došlo je do značajnih političkih promena, društvenih reformi i ekonomskog napretka. Finansijsko jačanje države omogučilo je napredak na polju obrazovanja, nauke i kulture, kao i sprovođenje modernizacije zdravstvene službe. Njeno unapređenje je posebno bilo neophodno u prestonici, jer je zabeležen veliki priliv stanovništva, tako da je u odnosu na 12.963 žitelja 1838. godine, već 1846. zabeleženo 14.386 žitelja.
Značajno je da je donet niz uredbi kako bi se prevazišlo izuzetno loše stanje i česte pojave epidemija zaraznih bolesti. Takođe su i novi propisi za bolničku i apotekarsku službu donekle poboljšali zdravstvenu situaciju, kao i uvećanje broja privatnih lekara, koji su dolazili iz Austrijske carevine, kao što je bio Slovak dr Karlo Beloni.
Uporedo sa osnivanjem vojske u nju se na službu primaju strani lekari koji su u to vreme boravili u Kneževini Srbiji, poput dr Karla Paceka i dr Emerika Lindenmajera. Pacek, po narodnosti Slovak, rođenog u Ugarskoj (Mađarskoj), koji je u Srbiju došao 1833. godine i bio je prvi načelnik saniteta Kneževine Srbije. Kao i Pacek i dr Lindenmajer je svoje medicinsko obrazovanje stekao na univerzitetima u Beču i Pešti, a 1835. godine došao je u Srbiju gde je bio lični lekar kneza Miloša i njegove porodice. U julu 1839. godine Lindenmajer je potom zamenio Karla Paceka. Postavljem za štab-lekara i on je bio u prilici da učini dosta toga na razvoju saniteta u Kneževini Srbiji. Njemu pripada velika zasluga kako za uređenje vojnih bolnica (po Zakonu za „Ustrojenije špitalja centralne vojske“ iz 1844. godine), tako i za unapređenje Vojnog saniteta. Na ovom položaj on je organizovao ne samo vojno sanitetsku službu i osnivao sanitetske ustanove, već i mobilisao srpsku javnost u borbi protiv velikih boginja i kolere koje su u to vreme harale ovim prostorima. Kao šef saniteta uspeo je da od državnih vlasti izdejstvuje naredbu kojom je nadrilekarima i vidarima bilo zabranjeno da leče bolesnike. Kada je 1845. godine dr Jovan Stejić postao glavni sekretar Saveta, na njegovo mesto, mesto načelnika vojnog i civilnog saniteta, naimenovan je dr Emerih Lindenmajer. Na ovom položaju on je ostao sve do penzionisanja 1859. godine. Zahvaljujući ovim velikanima srpske medicine, i drugim vojnim starešinama pokrenuta je aktivnost za unapređenje higijenskih uslova smeštaja bolesnika u Vojnoj bolnici u Beogradu.
Kada je Knez Aleksandar I Karađorđević februara 1844. godine doneo odluku da se ustroji namensski špital centralne vojske koji će imati 78 kreveta za bolesnike i sobu za oficire, sa četiri kreveta, stvoreni su uslovi za izgradnju bolnice na Vračaru. Planovi za sva državna zdanja izrađivani su u Odeljenju građevina Popečiteljsva vnutrenih dela, čiji je upravnik od 1845. godine bio prvi arhitekta u državnoj službi, Čeh Jan Nevole, obrazovan u Pragu i Beču.

## Istorijat
Zgrada bolnice na Vračaru je podignuta između 1846 i 1849. godine kod Vračarskog trga,  a njen gabarit je ucrtan na Zarićevom planu iz 1878. godine, na velikom placu između današnjih ulica Svetozara Markovića, Njegoševe i Kralja Milutina, kod trougaonog Vračarskog trga (danas Cvetni trg). Još od vremena kneza Miloša, prostor između današnjih ulica Birčaninove, Kneza Miloša, Kralja Milana i Resavske bio je namenjen izgradnji vojnih zgrada, tako da su se na tom prostoru nalazile sve značajne vojne ustanove Kneževine. Pored Velike kasarne, naspram Vračarskog trga je bila Konjička kasarna (na prostoru današnjeg Parka Manjež), u blizini je bila Artiljerijska škola (između današnjih ulica Nemanjine, Kneza Miloša, Birčaninove i Resavske) i Tobdžijska kasarna (danas između ulica Kneza Miloša, Nemanjine, Sarajevske i Birčaninove).
Koncentracija velikog broja vojnika na prostoru Vračara i Savamale, uticala je da se nova Vojna bolnica podigne u njihovoj neposrednoj blizini. Sama zgrada je bila projektovana kao slobodnostojeća, pomerena od ulice u unutrašnjost parcele i glavnim pročeljem orijentisana ka današnjoj Njegoševoj ulici. Sačuvana istorijska građa ukazuje da je bilo planirano da se zgrada stavi pod krov 1846. godine, a da se 1847. završe ostali radovi. Plan zgrade je predviđao 7 soba za bolesnike, za oko 120 kreveta, kao i izgradnju veoma skupog kanala do Bare Venecije na obali Save (danas prostor Železničke stanice), kako bi se odvela kanalizaciju iz prohoda (klozeta). Takođe, kako bi zgrada bila što čvršća trebalo je da se zidovi grade od mekog belog kamena sa Vračara i sa Tašmajdana. Izgradnja je koštala 27.000 dukata, a radove je izvodio bau-maister (majstor-zidar) Jovan Kriger.

## Razmeštaj i izgled
Na izabranom prostoru širokih vračarskih livada u 19. veku je razvijana koncepcija urbanističkog plana novog, srpskog Beograda
„Po mreži pravih ulica bulevarskih širina, kakve će se, posle nekoliko decenija prosecati u svetskim metropolama Parizu i Beču, sa krupnim, kvadratnim stambenim blokovima, ispunjenim prostranim domaćim vrtovima, novi Beograd je stekao one urbanističke vrednosti po kojima se isticao u porodici evropskih, planski osnovanih gradova.”
Upravo taj kvalitet prostora bio je prepoznat, od strane odnašnjih planera grada, i bio je od naročite važnosti za podizanje dva, za ono vreme krupna zdravstvena kompleksa; Vojne bolnice a kasnije i Opšte državne bolnice.

Zgrada je imala pravougaoni ulični korpus i dva bočna dvorišna krila, te u odnosu na oblik osnove pripadala je tipu kompaktnog razvijenog plana, a u odnosu na unutrašnju prostornu strukturu tipu kombinovanog podužnog plana.
Ulični korpus, dužine oko 60 m, imao je u prizemlju dva trakta prostorija, a na spratu jedan trakt, kao i podužni hodnik (konk), duž dvorišne strane, na oba nivoa. Bočna dvorišna krila su, takođe, u prizemlju i na spratu imala podužni hodnik (konk) sa dvorišne strane, iz koga se ulazilo u jedan trakt prostorija. Na spoju glavnog korpusa i bočnih krila bila su dvokraka stepeništa (basamci) za sprat (gornji boj). U prizemlju (donji boj) je bio ulazni hodnik (konk) koji je presecao po sredini glavni korpus, a iz njega se ulazilo u dva manja hodnika. Sa obe strane ulaznog hodnika su bile dve grupe manjih prostorija, iste strukture i namene – za bolesnike, za dežurnog lekara, apoteku, laboratoriju, kapelicu, kancelariju i sl. Oba krila prizemlja su sadržala pomoćne prostorije - kujnu, magacine, ćiler, kupatilo, perionicu i sl. Prohodi (nužnici) su bili na kraju dvorišnih krila, kao i u podrumu. Četiri velike sobe za bolesnike (širine oko 7,60 m i dubine oko 13,50 m) bile su na spratu (gornji boj), orijentisane ka ulici, a pored njih bilo je i nekoliko manjih soba za bolesnike. U spratnim krilima su bile sobe za lekare i za sluge..
Kako u gradnji zdravstvenih ustanova, toga doba, zahtevi za ovu vrstu objekata nisu još uvek nametani kao regule, već samo kao sugestije i preporuke za poboljšanje same funkcije lečenja, u izgradnju bolnice bilo je dosta propusta. Naime iako je zgrada zidana namenski, obezbeđujući prostor za 120 konforno raspoređenih postelja i za sve pomoćne potrebe, ona se od početka pokazala nesolidna sa više ozbiljnih propusta u obezbeđivanju potrebnih higijenskih uslova, od kojih je najteži bio neobezbeđenost snabdevanja vodom na licu mesta i neodgovarajućim projektom sanitarija. Takođe ulazi u objekat je bili su neadekvatni i loše obeležen, nepristupačni sa nizom ﬁzičkih i semantičkih prepreka i neadekvatno zaštićeni od klimatskih promena. Prozori objekata imali su visoke parapete i ležećim bolesnicima nisu dopuštali vizuelni kontakt sa okolinom. Zbog ovih nedostatak bolnica je hronično „patila”, i njen rad je održavan uz mnogobrojne popravke i prepravke, sve do preseljenja, krajem prve decenije 20. veka, u novoizgrađeni kompleks takođe na Vračaru.

## Literatura
- Aleksandar S. Nedok „Osnivanje i počeci rada prve vojne bolnice u Beogradu” (PDF). Vojnosanitetski Pregled. 66 (3). Архивирано из оригинала 26. 02. 2018. г.
- Stanojević V. Najstarije bolnice u Beogradu. Godišnjak grada Beograda. 7  175–195.
- Nightingale F (1863), Notes on hospitals., London: Longman, Green, Longman, Roberts and Green
- Burpee H, History of Healthcare Architecture. Mahlum Architects Healthcare Design Insights. 2008.